# Rio Verde (vattendrag i Brasilien, Mato Grosso do Sul, lat -21,20, long -51,88)
Rio Verde är ett vattendrag i Brasilien.   Det ligger i delstaten Mato Grosso do Sul, i den södra delen av landet, 700 km sydväst om huvudstaden Brasília.
Omgivningen kring Rio Verde består huvudsakligen av våtmarker. Området är  glesbefolkat, med 8 invånare per kvadratkilometer.